# سامسونگ گلکسی نوت ۹
سامسونگ گلکسی نوت ۹ (به انگلیسی: Samsung Galaxy Note 9) یک فبلت اندرویدی از سری گلکسی نوت سامسونگ است که توسط کمپانی سامسونگ الکترونیک طراحی، تولید به بازار عرضه شده‌است. این گوشی تلفن همراه به عنوان جانشین گوشی سامسونگ گلکسی نوت ۸ در تاریخ ۱۸ مرداد ۱۳۹۷ (۹ اوت ۲۰۱۸) طی مراسمی معرفی شده‌است. نوت ۹ در رنگ‌های آبی اقیانوسی، مشکی نیمه‌شب، بنفش لاوندر، مسی متالیک، خاکستری ابری و سفید آلپ ارائه گردید.

## تاریخچه
بسیاری از ویژگی‌های گوشی تلفن همراه سامسونگ گلکسی نوت ۹ قبل از آنکه به‌طور رسمی معرفی شود، مشخص بود. از جمله داشتن قلم اس پن که از ویژگی‌های گوشی‌های سری نوت کمپانی سامسونگ است. در روز چهارشنبه ۶ تیرماه ۱۳۹۷ (۲۷ ژوئن ۲۰۱۸) سامسونگ دعوتنامه ای برای مراسم معرفی یکی از محصولات جدید خود ارائه کرد که در تصویر آن دعوتنامه از تصویر یک قلم اس پن طلایی رنگ استفاده شده بود. آن دعوتنامه اهالی رسانه را به مراسمی برای روز ۱۸ مرداد ۱۳۹۷ (۹ اوت ۲۰۱۸) دعوت می‌کرد.
در روز یکشنبه ۲۴ تیر ۱۳۹۷ (۱۵ ژوئیه ۲۰۱۸) خبری منتشر شد که در آن دی‌جی کو مدیر عامل هلدینگ سامسونگ گفته بود این مراسم ممکن است مربوط به معرفی گلکسی نوت ۹ باشد.
در روز پنجشنبه ۱۱ مرداد ۱۳۹۷ (۲ اوت ۲۰۱۸) یک تصویر از جعبه‌ای منتسب به سامسونگ گلکسی نوت ۹ از کشور روسیه در اینترنت منتشر شد.

## مشخصات

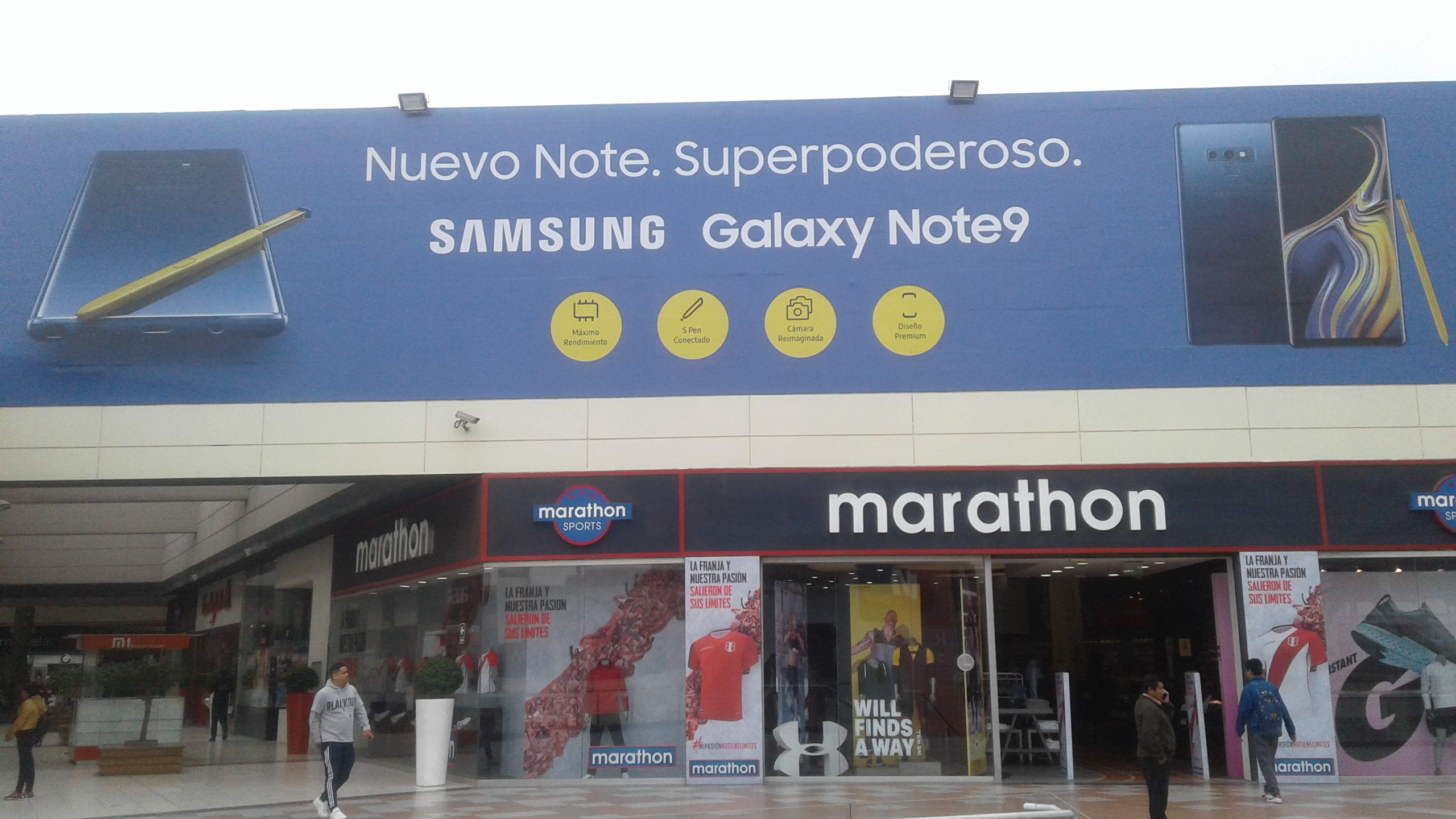
Superpower SAMSUNG Galaxy Note9سامسونگ گلکسی نوت 9 فوق العاده

### سخت‌افزار

#### نمایشگر
سامسونگ گلکسی نوت ۹ یک نمایشگر ۶٫۴ اینچی دارد. این نمایشگر از فناوری سوپر آمولد سامسونگ بهره می‌برد. وضوح تصویر نمایشگر نوت ۹، ۱۴۴۰ در ۲۹۶۰ و نسبت طول و عرض نمایشگر برابر با ۱۸٫۵ به ۹ است. طراحی قسمت جلویی و کناره‌ها شبیه گلکسی نوت ۸ است.

#### پردازنده
گلکسی نوت ۹ در بازار آمریکا با پردازنده کوالکام اسنپ‌دراگون ۸۴۵ عرضه شده‌است، اما در سایر نقاط جهان از پردازنده اگزینوس ۹۸۱۰ بهره می‌برد.

#### حافظه داخلی
برای این اسمارت‌فون دو مدل عرضه شده‌اند؛ یکی با حافظه ۱۲۸ و رم ۶ گیگابایت و دیگری با حافظه ۵۱۲ و رم ۸ گیگابایت. این گوشی اولین پرچمدار سامسونگ است که حافظه ۵۱۲ گیگابایت و رم ۸ گیگابایت دارد. همه مدل‌ها یک اسلات برای کارت میکرو اس‌دی دارد که می‌تواند از کارت‌های میکرو اس‌دی که حداکثر ۵۱۲ گیگابایت حافظه دارند پشتیبانی کند. در مدل ۵۱۲ گیگابایتی مجموع حافظه داخلی و میکرو اس‌دی این گوشی به ۱ ترابایت می‌رسد.

#### باتری
باتری  ۴۰۰۰ میلی‌آمپر ساعتی غیر قابل تعویض این گوشی در زمان معرفی بزرگترین باتری در سری نوت سامسونگ و همچنین یک ارتقای بزرگ نسبت به گلکسی نوت ۸ به شمار می‌رفت. باتری مورد استفاده در نوت ۸ ۳۳۰۰ میلی‌آمپر بود و حجم باتری مدل‌های نوت ۷ و نوت ۵ به‌ترتیب ۳۵۰۰ و ۳۰۰۰ میلی‌آمپر بود. با این وجود، در سری اس سامسونگ نمونه‌های اکتیو اس۷ و اس۸ حجم باتری برابری با این محصول داشتند. این گوشی از فست شارژ ۱۵ واتی بهره می‌برد.

#### اس پن
بزرگترین تغییر نوت ۹ مربوط به قلم اس پن است. اس پن اکنون از قابلیت بلوتوث برخوردار است. می‌توان با فشار دادن دکمهٔ روی اس پن (نگه‌داشتن یا یک یا دوبار فشار دادن آن) برخی کارها مانند جلو یا عقب رفتن در فایل‌ها یا عکس گرفتن را انجام داد.
اس پن اکنون مجهز به یک باتری (در اصل یک ابرخازن) است که در هنگامی که قلم در گوشی قرار دارد شارژ می‌شود. سامسونگ ادعا دارد که این قلم تنها با ۴۰ ثانیه شارژ می‌تواند به مدت ۳۰ دقیقه یا به تعداد ۲۰۰ کلیک کار کند.

### نرم‌افزار
سیستم‌عامل اصلی نوت ۹ اندروید ۸٫۱ است که قابلیت ارتقا به اندروید ۱۰ را دارد.